# Мохаммед III бен Абдаллах
Сиди Мухаммед бен Абдаллах (араб. محمد الثالث بن عبد الله الخطيب‎; 1710—1790) — султан Марокко в 1757—1790 годах из династии Алавитов.

## Биография
Сиди Мухаммед был ещё при жизни своего отца, Мулая Абдаллаха, по требованию жителей Марракеша, объявлен наследником престола и губернатором Марракеша. В начале своего правления ему удалось прекратить длившиеся с 1727 года внутренние смуты и укрепить султанскую власть династии Алавитов. Среди важнейших задач государства он видел совершенствование налоговой системы, реорганизацию армии и укрепление своего авторитета как религиозного лидера страны, который оспаривали различные мусульманские братства и марабуты. С целью увеличения поступлений в государственную казну султан вновь ввёл отменённый ранее налог на рынки, для взимания которого ему иногда приходилось применять вооружённую силу.
В армии Мухаммед бен Абдаллах провёл ряд реформ, поставивших под его непосредственное руководство воинов, набираемых из конкурировавшего ранее с Алавитами рода Бану-Хассан, а также создать боеспособный военно-морской флот, готовый отражать нападения европейских держав.
В 1765 году султан приказал перестроить находящийся на побережье в Среднем Марокко город Эс-Сувейра, который он намеревался превратить в крупнейший порт страны. Руководство этим проектом Мухаммед бен Абдаллах доверил французскому военному инженеру, Теодору Корню.
В своей внешней политике Мухаммед бен Абдаллах сумел заключить соглашения о дружбе и торговле с рядом европейских государств: с Данией (1751), Англией (1760), Францией (1767), Португалией и Швецией (в 1773). В 1767 году он заключает мирный договор с Испанией. В 1777 году Марокко признаёт независимость США, и в 1787 подписывает с этой страной договор о мире и дружбе.
В 1777 году Мохаммед бен Абдаллах предложил российской императрице Екатерине II установить контакты и наладить торговый обмен между двумя странами.
После смерти Мухаммеда бен Абдаллаха в Марокко вспыхнула гражданская война между его сыновьями — наследником престола Язидом (правил в 1790—1792) и Хишамом (правил в 1792—1798).